# 立體音響樂隊

## 外部連結
- 官方網站 （页面存档备份，存于）